# Maarten Engeltjes
Maarten Engeltjes (narozen 1984, Zwolle) je nizozemský zpěvák, kontratenor. Věnuje se barokní i současné hudbě. V barokním repertoáru zpívá díla Antonia Vivaldiho, Giovanni Battisty Pergolesiho, Johanna Sebastiana Bacha nebo Claudia Motteverdiho. Vede vlastní orchestr PRJCT Amsterdam.
Spolupracoval nebo spolupracuje s dirigenty a orchestry:
- Ton Koopman a the Amsterdam Baroque Orchestra
  - Johann Sebastian Bach: Mše h moll,[3]
- Peter Dijkstra a Nederlands Kamerkoor[1]

## Současný repertoár
- 2003 Hans Werner Henze: L’Upupa und der Triumph der Sohnesliebe (L’Upupa a triumf synovské lásky), V hlavních rolích: Edith Haller, Martin Busenbas, Katharine Goeldner, John Mark Ainsley, Wolfgang Schönebas, Detlef Roth, Ashley Holland, Maarten Engeltjes. Netherlands Radio Philharmonic Orchestra. dirigent: Markus Stenz.[4]
- 2012 Lera Auerbach: Drážďanské rekviem (Requiem (Dresden - Ode to Peace)) Staatskapelle Dresden, didigent Vladimir Jurowski, světová premiéra 11. února 2012,[5][6]
- Gavin Bryars: Válka v nebi (The War in Heaven), sólisté: Anja-Nina Bahrmann, soprán, Maarten Engeltjes, alt, Hans-Otto Weiss, bass bariton, orchestr: Netherlands Chamber Philharmonic, dirigent: Brad Lubman, Sbor nizozemského rozhlasu, sbormistr Gils Leenaars, ve třincté části Epiog účinkuje Staats Philharmonie Mainz pod taktovkou Gernota Sahlera.[7]

## Vystoupení v Česku
- 2018 – Johann Sebastian Bach: Vánoční oratorium – Collegium 1704, Nederlands Kamerkoor, Hannah Morrison – soprán, Maarten Engeltjes – kontratenor, Benedikt Kristjánsson – tenor, Thomas Oliemans – bas, dirigent: Peter Dijkstra, Praha, Rudolfinum. 11. prosince 2018[8]